# Arenaria gracilis
Arenaria gracilis är en nejlikväxtart som beskrevs av Franz de Paula Adam von Waldstein-Wartemberg och Kit. Arenaria gracilis ingår i släktet narvar, och familjen nejlikväxter. Inga underarter finns listade i Catalogue of Life.